# 帕特里夏·格拉
帕特里夏·格拉（西班牙語：Patricia Guerra，1965年7月21日—），西班牙女子帆船运动员。她曾代表西班牙参加1988年和1992年夏季奥林匹克运动会帆船比赛，其中1992年奥运会获得一枚金牌。